# Лиски (Рогачёвский район)
Лиски (бел. Ліскі) — деревня в Поболовском сельсовете Рогачёвского района Гомельской области Республики Беларусь.

## География

### Расположение
В 19 км на юго-запад от районного центра и железнодорожной станции Рогачёв (на линии Могилёв — Жлобин), 140 км от Гомеля.

## Транспортная сеть
Транспортные связи по просёлочной, затем автомобильной дороге Бобруйск — Гомель. Планировка состоит из 2 почти широтных улиц, которые на В соединяются. на юге и севере к ним присоединяются короткие улицы. Застройка двусторонняя, деревянная, усадебного типа.

## История
Согласно письменным источникам известна с XVI века как деревня в Речицком повете Минского воеводства Великого княжества Литовского. В 1567 году обозначена в пописе армии ВКЛ. После 1-го раздела Речи Посполитой (1772 год) в составе Российской империи. В 1850 году в Луковской волости Рогачёвского уезда Могилёвской губернии. В 1869 году помещик владел здесь 217 десятинами земли и водяной мельницей, с 1880 года действовал хлебозапасный магазин. Согласно переписи 1897 года действовал хлебозапасный магазин. В 1909 году 560 десятин земли. В этом же году была открыта школа, которая размещалась в наёмном крестьянском доме, а в начале 1920-х годов для неё было выделено национализированное здание.
В 1929 году организован колхоз. Во время Великой Отечественной войны каратели в 1944 году сожгли 6 дворов, убили 2 жителей. 48 жителей погибли на фронте. Согласно переписи 1959 года в составе колхоза «Красная Армия» (центр — деревня Остров).

## Население

### Численность
- 2004 год — 55 хозяйств, 70 жителей.

### Динамика
- 1850 год — 21 двор.
- 1897 год — 54 двора, 414 жителей (согласно переписи).
- 1909 год — 63 двора, 440 жителей.
- 1925 год — 90 дворов.
- 1940 год — 102 двора.
- 1959 год — 463 жителя (согласно переписи).
- 2004 год — 55 хозяйств, 70 жителей.